# Medzijarky
Medzijarky (769 m) – szczyt w Wielkiej Fatrze na Słowacji. Znajduje się na jej północnych zboczach opadających do Kotliny Turczańskiej, po wschodniej stronie wsi Turčianske Jaseno i Belá-Dulice.
Medzijarky wznoszą się w grzbiecie oddzielającym Belianską dolinę od Jasenskiej doliny, pomiędzy szczytami Lysec (1381 m) i Babia hora (680 m). Są porośnięte lasem, ale na ich łagodnych południowo-zachodnich, opadających do Belianskiej doliny stokach jest duża hala, a na opadających do Jasenskiej doliny stokach północno-zachodnich narciarska trasa zjazdowa i kilka wyciągów centrum narciarskiego Jasenská dolina. U północno-zachodniego podnóża Medzijarek na dnie Jasenskiej doliny znajduje się osada Kašová, a w niej dolna stacje wyciągów narciarskich, pensjonaty, restauracja, kawiarnia, wypożyczalnia sprzętu narciarskiego.
Grzbietem Medzijarek prowadzi granica Parku Narodowego Wielka Fatra (należą do niego stoki południowe). Grzbietem i południowymi zboczami prowadzi także żółty szlak turystyczny na Lysca. Pod szczytem Medzijarek dołącza do niego zielony szlak z osady Kašová. 

## Szlaki turystyczne
Belá-Dulice – Slavková dol., ustie –    Medzijarky – Lysec. Odległość 8,5 km, suma podejść 943 m, czas przejścia (3,20 h (z powrotem 2:40 h)
  Kašová – Medzijarky. Odległość 1,4 km, suma podejść 195 m, czas przejścia 40 min (z powrotem 30 min).